# Franco Antonio Fanucchi
Franco Antonio Fanucchi (Lucca, 29 gennaio 1942 – 5 luglio 1996) è stato un politico italiano.

## Biografia
Esponente della Democrazia Cristiana, è stato consigliere comunale a Lucca dal 1970 al 1975 e poi assessore dal 1975 al 1980. Dal giugno 1980 al novembre 1984 ha ricoperto la carica di consigliere della regione Toscana.
È stato sindaco di Lucca per due volte: prima dal novembre 1984 al luglio 1985 e poi dal dicembre 1988 al maggio 1990. Dall'agosto 1990 al febbraio 1992, è stato presidente della provincia di Lucca.
Ha ricoperto per molti anni anche l'incarico di Presidente della Camera di Commercio di Lucca e di Unioncamere toscana.
Si è spento a 54 anni, nel luglio 1996.